# Matías Fidel Castro
Matías Fidel Castro Fuentes (Canelones, Uruguay; 24 de octubre de 1987) es un futbolista uruguayo. Juega como arquero y su primer equipo fue Liverpool. Actualmente milita en Juanicó de la Copa OFI B.

## Estadísticas
- Actualizado al 20 de julio de 2025

### Clubes
| Club                        | Div.                | Temporada           | Liga | Liga | Copa Nacional | Copa Nacional | Copa Internacional | Copa Internacional | Total | Total |
| Club                        | Div.                | Temporada           | PJ   | GR   | PJ            | GR            | PJ                 | GR                 | PJ    | GR    |
| --------------------------- | ------------------- | ------------------- | ---- | ---- | ------------- | ------------- | ------------------ | ------------------ | ----- | ----- |
| Liverpool · Uruguay         | 1.ª                 | 2009/10             | 29   | -32  | -             | -             | -                  | -                  | 29    | -32   |
| Liverpool · Uruguay         | 1.ª                 | 2010/11             | 26   | -32  | -             | -             | 2                  | -5                 | 28    | -37   |
| Liverpool · Uruguay         | 1.ª                 | 2011/12             | 14   | -14  | -             | -             | -                  | -                  | 14    | -14   |
| Liverpool · Uruguay         | 1.ª                 | 2012/13             | 28   | -47  | -             | -             | 6                  | -6                 | 34    | -53   |
| Liverpool · Uruguay         | Total               | Total               | 97   | -125 | -             | -             | 8                  | -11                | 105   | -136  |
| Unión Argentina             | 2.ª                 | 2013/14             | 23   | -24  | 0             | 0             | -                  | -                  | 23    | -24   |
| Unión Argentina             | 2.ª                 | 2014                | 8    | -10  | -             | -             | -                  | -                  | 8     | -10   |
| Unión Argentina             | 1.ª                 | 2015                | 9    | -15  | 0             | 0             | -                  | -                  | 9     | -15   |
| Unión Argentina             | 1.ª                 | 2016                | 0    | 0    | 0             | 0             | -                  | -                  | 0     | 0     |
| Unión Argentina             | 1.ª                 | 2016/17             | 3    | -6   | 2             | -1            | -                  | -                  | 5     | -7    |
| Unión Argentina             | 1.ª                 | 2017/18             | 3    | -2   | 1             | 0             | -                  | -                  | 4     | -2    |
| Unión Argentina             | Total               | Total               | 46   | -57  | 3             | -1            | -                  | -                  | 49    | -58   |
| Temperley Argentina         | 2.ª                 | 2018/19             | 18   | -19  | 5             | -2            | -                  | -                  | 23    | -21   |
| Temperley Argentina         | 2.ª                 | 2019/20             | 15   | -12  | -             | -             | -                  | -                  | 15    | -12   |
| Temperley Argentina         | 2.ª                 | 2022                | 34   | -39  | -             | -             | -                  | -                  | 34    | -39   |
| Temperley Argentina         | 2.ª                 | 2023                | 19   | -17  | -             | -             | -                  | -                  | 19    | -17   |
| Temperley Argentina         | Total               | Total               | 86   | -87  | 5             | -2            | -                  | -                  | 91    | -89   |
| Defensor Sporting · Uruguay | 1.ª                 | 2020                | 23   | -34  | -             | -             | -                  | -                  | 23    | -34   |
| Defensor Sporting · Uruguay | 2.ª                 | 2021                | 18   | -16  | -             | -             | -                  | -                  | 18    | -16   |
| Defensor Sporting · Uruguay | Total               | Total               | 41   | -50  | -             | -             | -                  | -                  | 41    | -50   |
| Progreso · Uruguay          | 1.ª                 | 2024                | 6    | -11  | -             | -             | -                  | -                  | 6     | -11   |
| Progreso · Uruguay          | Total               | Total               | 6    | -11  | -             | -             | -                  | -                  | 6     | -11   |
| Juanicó · Uruguay           | -                   | 2025                | 10   | -7   | -             | -             | -                  | -                  | 10    | -7    |
| Juanicó · Uruguay           | Total               | Total               | 10   | -7   | -             | -             | -                  | -                  | 10    | -7    |
| Total en su carrera         | Total en su carrera | Total en su carrera | 286  | -335 | 8             | -3            | 8                  | -11                | 302   | -349  |

## Palmarés
| Título                     | Club              | Sede      | Año  |
| -------------------------- | ----------------- | --------- | ---- |
| Ascenso a Primera División | Unión de Santa Fe | Argentina | 2014 |
| Ascenso a Primera División | Defensor Sporting | Uruguay   | 2021 |